# Branko Radičević
Branko Radičević (Slavonski Brod, 28. ožujka 1824. – Beč, 1. srpnja 1853.) je srpski pjesnik. Radičević je uz Đuru Daničića bio najodaniji sljedbenik Vukove reforme pravopisa srpskog jezika i uvođenja narodnog jezika u književnost.

## Životopis
Branko Radičević je rođen u Slavonskom Brodu 28. ožujka a 1824. godine u obitelji Todora i Ruže Radičević. Rođeno ime mu je Aleksije, ali ga je on kasnije, pred izlazak prve knjige, preveo s grčkog na srpski u Branko. Brankov otac Todor je bio činovnik, ali se također bavio i književnošću i preveo je s njemačkog jezika Schillerovu dramu Wilhelm Tell.
Njegova obitelj se 1830. preselila u Zemun, gdje je Branko završio pet razreda srpske i njemačke osnovne škole. U gimnaziju u Sremskim Karlovcima se upisao 1836. Srijemski Karlovci i obližnje Stražilovo su imali velik utjecaj na Brankova kasnija djela, od kojih su najpoznatija Đački rastanak, u kojoj izražava svoju želju da tu bude i pokopan. Nakon završenih šest razreda u Sremskim Karlovcima, sedmi i osmi razred je završio u Temišvaru, gdje mu je otac bio premješten 1841. godine.
Godine 1843. je upisao studij prava u Beču, ali nakon tri godine studija odustaje od fakulteta. Staro prijateljstvo obitelji Radičević s Vukom Karadžićem bila je Branku najbolja preporuka za stupanje u krug Vukovih suradnika i prijatelja. Kada mu je preminuo brat Stevan, Branko se zbratimio s drugim mladim Vukovim sljedbenikom  Đurom Daničićem.
Prve stihove Branko je napisao još dok je pohađao Karlovačku gimnaziju, a odušljevljen Vukovim reformama se intenzivnije počeo baviti književnim radom. Prvu knjigu pjesama je objavio u Beču 1847. godine, na čistom narodnom jeziku u duhu modernog europskog romantičarskog pjesništva. Iste godine su objavljeni i Vukov prijevod Novog zavjeta, Daničićev Rat za srpski jezik i pravopis "i  Njegošev" Gorski vijenac ", te se ta godina smatra godinom neslužbene Vukove pobjede.
Zbog revolucije koja je zahvatila Habsburšku monarhiju, Radičević je napustio Beč i živio je po raznim mjestima u Srijemu. Slava koju su mu donijele prve pjesme bila je velika i u Kneževini Srbiji, u koju je nekoliko puta dolazio. U strahu da njegovo prisustvo ne izazove nemire među velikoškolskom omladinom, vlasti su ga protjerale iz Zagreba.
U to vrijeme je počeo oboljevati od tuberkuloze. Vrativši se u Beč 1849. upisao je studij medicine, ali je nastavio baviti književnošću i godine 1851. je objavio još jednu zbirku pjesama.
Branko Radičević je preminuo 1. srpnja a 1853. u bečkoj bolnici na rukama Vukove kćeri Ane. Postuhmno zbirku pjesma je objavljavio njegov otac 1862. Godine 1883. posmrtni ostaci su preneseni iz Beča u Stražilovo.

## Djela
S Brankom Radičevićem su u nacionalnu književnost prvi put ušle pjesme s izrazito lirskim motivima i raspoloženjem. Te pjesme su prvenstveno pjevale o radosti i ljepotama mladosti. Ipak, veći dio svojih pjesama, kao što su "Kad mlidijah 'umrijeti"ili"Đački rastanak" Radičević je pisao kao elegije (tužne pjesme). U jeku Vukovih polemika s protivnicama reforme srpske jezika, Radičevića prva zbirka pjesama je dokazala da se i na narodnom jeziku mogu ispjevati umjetničke pjesme.
Najpoznatije Radičevićevo djelo je pjesma Đački rastanak, u kojoj je opjevao Frušku goru, đačke igre i nestašluke. U pjesmi je također ispoljio ideju jugoslavenstva. Elegija "Kad mlidijah (razmišljah) umrijeti", objavljena nakon Radičevićeve smrti, jedna od najljepših elegija u srpskoj književnosti, u kojoj je pjesnik predosjetio blisku smrt.
Pored lirskih pjesama, ljubav prema narodnoj poeziji uputila je Radičevića i na pisanje epskih pjesama. Dvije epske pjesme izašle su 1851. kao druga zbirka pjesama. Ostale neobjavljene pjesme su izdane u zbirci iz 1862. Branko Radičević se prvenstveno ugledao na narodnu deseteračku pjesmu i mjestimično na Georgea Byrona, ali nije uspio stvoriti ozbiljnija umjetnička djela, pa njegov rad nije doživio slavu njegovih lirskih pjesama.
Kao pristalica Vukovih smjernica, Radičević je napisao alegorično-satiričnu pjesmu "Put", uperenu protiv pseudoklasičarske poezije i starog književnog jezika. U prvom dijelu pjesme Radičević ismijava najvećeg Vukovog protivnika Jovana Hadžića, a u drugom dijelu pjesme se veličaju reforme Vuka Karadžića.

## Zbirke pjesama
- Pjesme I (1847.)
- Pjesme II (1851.)
- Pjesme III (1862., postumno)

## Vanjske poveznice
- Biografija "Brankovo kolo"
- Pjesme Branka Radičevića
- Pjesme Branka Radičevića